# Rest Your Love
"Rest Your Love" é uma canção da banda de pop e pop rock britânica The Vamps. Foi lançada como segundo single do álbum Wake Up em 27 de novembro de 2015, mesmo dia do lançamento do álbum.

## Videoclipe
O videoclipe foi dirigido por Frank Borin e lançado no mesmo dia (27 de novembro de 2015). O vídeo mostra os quatro integrantes da banda em vários ambientes como anfitriões de festas diferentes: Brad Simpson na festa hipster, James McVey na festa chique, Connor Ball no circo e Tristan Evans na festa dos adolescentes rebeldes. Enquanto a canção toca, todas as festas apresentam pessoas dançando como maníacas e fazendo bagunça em suas respectivas salas. Quando o vídeo está prestes a acabar, todos os integrantes da The Vamps derrubam as paredes que dividem suas salas e se juntam para uma festa final como um grande grupo, incluindo seus amigos. O vídeo conta com participações especiais de artistas como Nina Nesbitt, Maisie Williams, Dynamo, Cel Spellman e New Hope Club.

## Lista de faixas
- Download digital[3]

1. "Rest Your Love" - 3:15[nota 1]